# Fladaskjeret (Byfjord)
Fladaskjeret ist eine kleine Schäreninsel auf der Ostseite des Byfjords in der norwegischen Provinz Rogaland. Sie gehört zum Gebiet der Stadt Stavanger.
Die unbewohnte felsige und karge Insel liegt etwa sieben Kilometer nordwestlich der Halbinsel Stavanger und 650 Meter südlich vor Bru. Etwa 200 Meter östlich befindet sich die Insel Persholmen, noch etwas weiter östlich Kjeøa.
Fladaskjeret erstreckt sich von Nordwesten nach Südosten über etwa 40 Meter bei einer Breite von etwa bis zu 15 Metern und einer maximalen Höhe von bis zu drei Metern.